# Theodor Abū Qurra
Theodor Abū Qurra (* um 750 in Edessa; † nach 829) war einer der frühesten christlichen Denker arabischer Sprache und ein melkitischer Theologe. Abu Qurra ist eine Ehrenbezeichnung und bedeutet Vater des Trostes.

## Leben
Es gibt wenig gesicherte Daten über sein Leben. Theodor wurde in Edessa geboren, das damals die Heimat einer kleinen chalcedonensischen („melkitischen“) Gemeinde war. Dort erfuhr er eine erstklassige profane Bildung in Philosophie, Medizin und Rhetorik. Manche vermuten, dass er in jüngeren Jahren Mönch im Kloster des Hl. Sabas in Palästina war, wo er mit Werken des Johannes von Damaskus in Berührung kam und von diesen beeinflusst wurde. Er wurde melkitischer Bischof von Harran in Mesopotamien. Von 813 bis 817 unternahm er eine Reise über Jerusalem und Alexandria nach Armenien. In allen diesen Städten diskutierte er mit Muslimen, Juden und den monophysitischen, christlichen Jakobiten. In Harran hatte er auch eine Disputation mit ansässigen muslimischen Gemeinden unter den Augen des Kalifen al-Ma'mūn.
Ob diese Disputation tatsächlich stattgefunden hat, ist umstritten. Einerseits gibt es dafür nur späte Quellen und andererseits wird Theodor in anderen Versionen dieser Geschichte von anderen Theologen (Simeon von Harran oder Nisibis Abu Qurra) ersetzt. Wenn diese Debatte tatsächlich stattgefunden hat, muss Theodor nach 829 verstorben sein, denn die anonyme syrische Chronik, die von diesem Ereignis berichtet, gibt dafür das Jahr 829 (in unsere Zeitrechnung umgerechnet) an. Danach finden sich keine weiteren Überlieferungen über Lebensereignisse Theodors, weshalb sich sein Todesdatum nicht weiter eingrenzen lässt. Von Abu Qurra, „Bischof von Harran“, sind 43 Werke in griechischer Sprache sowie eine große Anzahl von Werken in arabischer Sprache bekannt. Er schrieb 30 Abhandlungen in Syriakisch, sie gelten als verloren. Seine Werke behandeln die Trinität und die Bilderverehrung. Er setzte sich auch mit dem Islam auseinander und hatte einen nicht unwesentlichen Einfluss auf die Dogmenbildung im Islam, so auf das innerhalb des Islam kontroverse Bilderverbot im Islam.

## Werke
- Georg Graf: Die arabischen Schriften des Theodor Abû Qurra, Bischofs von Harrân (ca. 740-820). Literaturhistorische Untersuchungen und Übersetzung (FChLDG 10), Paderborn 1910. [Deutsche Übersetzung]
- Georg Graf: Des Theodor Abû Qurra Traktat über den Schöpfer und die wahre Religion (BGPhMA 14), Münster 1913. [Deutsche Übersetzung]
- Ignace Dick: Theodore Abuqurra. Traite de l'existence du createur et de la vraie religion. Introduction et texte critique (PAC 3), Jounieh-Rom 1982. [Arabischer Text]
- Ignace Dick: Théodore Abuqurra. Traité du culte des icones. Introduction et texte critique (PAC 10), Jounieh-Rom 1986. [Arabischer Text]
- Ioannes Arendzen: Theodori Abu Ḳurra. De cultu imaginum libellus e codice arabico nunc primum editus, latine versus, illustratus, Bonn 1897. [Arabischer Text und lateinische Übersetzung]
- Reinhold Glei, Adel Theodor Khoury, Johannes Damascenus u. Theodor Abù Qurra, Schriften zum Islam. Kommentierte griechisch-deutsche Textausgabe von Reinhold Glei u. Adel Theodor Khoury (Corpus Islamo-Christianum, Series Graeca, 3), Altenberge 1995. [Griechischer Text und deutsche Übersetzung]
- John Lamoreaux: Theodore Abū Qurrah, Provo, Utah: Brigham Young University Press 2005. [Englische Übersetzung]
- Louis Cheikho: Traité inédit de Théodore Abou-Qurra (Abucara), évêque Melchite de Harran (ca. 740–820) sur l’Existence de Dieu et de la Vraie Religion. Beirut 1912. [Arabischer Text]
- Samir Khalil Samir: Le traité sur les icônes d’Abù Qurrah mentionné par Eutychius. In: OCP 58 (1992), S. 461–474. [Arabischer Text]
- Sidney Griffith: A Treatise on the Veneration of the Holy Icons written in Arabic by Theodore Abū Qurrah, Bishop of Harrān (c.755-c.830 A.D.), Löwen 1997. [Englische Übersetzung]